# 74 هـ
74 هـ هي سنة في التقويم الهجري امتدت مقابلةً في التقويم الميلادي بين سنتي 693 و694.

## أحداث
- قيام عبد الملك بن مروان بتعيين أميه بن عبد الله بن خالد واليًا على خرسان

## وفيات
- أبو عبد الرحمن السلمي (مقرئ)
- الحارث بن المعلى
- بشر بن مروان
- زينب بنت أبي سلمة
- سلمة بن الأكوع
- عمرو بن ميمون
- محمد بن حاطب
- هند بنت النعمان
- أبو سعيد الخدري
- عاصم بن ضمرة
- عبدالله بن عمر بن الخطاب